# 廣川陽子
廣川 陽子（ひろかわ ようこ、1986年8月8日 - ）は、関西で活躍しているフリーアナウンサー。オフィスキイワード所属。兵庫県在住。

## 来歴・人物
- アナウンサーになる前は証券会社で営業職をしていた[3]。
- ３つ下に弟がいる
- 2013年11月からラジオDJを担当している。仕事でゲレンデDJもやってた。
- 事務所の同期は玉川恵、中橋舞、木村美菜[4]。
- 趣味　ピクニック

## 現在出演中の番組

### テレビ
- ADSニュース金曜号（アドバンスコープ、2015年4月3日 - ）
- ゆうドキッ!（いきいきまちだより担当キャスター（奈良テレビ放送、2022年4月1日 - ））

### ラジオ
- Evening Station 83.5 Friday（ナビゲーター、FMなばり、2015年10月2日 - ）
- 的場流伝説のロック！魂のジャズ！（ナビゲーター、FMなばり、2015年10月19日 - )
- with you（朝日放送ラジオ、水曜日（火曜深夜）パーソナリティ、2018年1月3日-）

### CM
- nava（FMなばり）
- オートバックス名張店（FMなばり）
- 福徳写真館（FMなばり）
- はんこ屋さん21名張店（FMなばり）
- 富士通ネットワークソリューションズ（FMなばり）
- NEXCO西日本（2016年、テレビ大阪）

## 過去出演した番組

### テレビ
- トクするテレビ 京都ふらり〜第24回 (KBS京都)
- ぶらピッ (毎日放送、2014年12月2日・12月18日)[5][6]
- 近場ぐるっとFOODハンター(アドバンスコープ、2014年10月[注 1])
- 名張市議会議員選挙開票速報(アドバンスコープ、2014年8月24日)[7]
- ADSニュース月曜号(2014年6月16日)[8]
- 奈良県オープンゴルフ選手権大会(奈良テレビ放送、2013年6月30日、2015年6月28日)[9]
- ADSニュース木曜号[10](2014年11月20日 - 2015年3月26日)
- 大和建物ハウスショップ(J-COM関西、2015年1月・2月)[11][注 2]
- ADSニュース特別編・名張桜まつり(MC、2015年4月18日)
- ADSニュース・火曜号（アナウンサー、アドバンスコープ、2015年9月8日）
- ADSニュース・日曜号 (アナウンサー、アドバンスコープ、2013年11月3日 - 2015年9月27日)
- 痛快!明石家電視台（毎日放送、2015年11月30日）[12]
- 5チャンDO!（テレビ和歌山、隔週水曜2015年11月 - 2016年3月）[13]
- 吹田市広報番組「お元気ですか!市民のみなさん」（レポーター（2019年4月1日～4月15日放送の平成31年4月前半号から、2019年9月16日～9月30日放送の令和元年9月後半号までは番組MCも務めた[注 3]。また、2020年4月16日～4月30日放送の令和2年4月後半号からも番組MC代打を務める）、J:COM、2018年9月16日 - 2022年6月30日）[14][15][16][17][18][19]

### ラジオ
- 圏際・食彩・文化祭 ご当地グルメでまちおこし in NABARI vol.2(FMなばり、2013年12月1日)
- なばレコ☆特別編(FMなばり、2013年12月30日 - 2014年1月3日)
- ホリデーGoing!!! (FMなばり、2014年8月13日)[20]
- なばステ 2015 新春 生放送SP（ナビゲーター、FMなばり、2015年1月1日）
- サタデーGoing!!! (FMなばり、2015年1月17日)[注 4]
- ほっと。すて〜しょん 83.5・木曜日 (ナビゲーター、FMなばり、2014年11月20日 - 2015年3月26日)
- くらしのリフォーム相談会にお出かけ！サンデー (FMなばり、2015年5月31日)[21]
- ほっと。すて～しょ～ん 83.5・火曜日（ナビゲーター、FMなばり、2015年9月8日[注 5]）
- 情報処。ちゃ〜みせ 83.5・日曜日 (ナビゲーター、FMなばり、2013年11月3日 - 2015年9月27日)
- ほっと。すて〜しょん 83.5・金曜日 (ナビゲーター、FMなばり、2015年4月3日 - 2015年9月25日)
- 情報処。ちゃ〜みせ 83.5・土曜日 (ナビゲーター、FMなばり、2015年10月17日[注 4][22])
- 森脇健児の遊・わーく・ウィークリー(ラジオ関西、月曜日 - 水曜日、2015年4月 - )[23][24]

## その他
- スキージャム勝山ゲレンデナビゲータ (2013 - 2014年シーズン - )[25][26]
- 丸大バレーボール教室 (愛媛、愛知)[27][28]
- ケーブルテレビフェスタ名張 (MC、2015年2月7日)
- RENTAI FESTA 2015(万博記念公園、MC、2015年4月26日)[29][注 6]
- 連帯スポーツフェスティバル(MC、2015年6月28日)[30][注 6]
- ラジオ関西まつり（2015年10月11日[31]）
- 駅祭ティング2015（2015年10月18日、MC[32]）